# Nationaal Park Chagres
Het Nationaal Park Chagres (Spaans: Parque Nacional Chagres) is een 129.000 hectare groot nationaal park in Panama. In het park liggen ook dorpen van de Emberá. 

## Geschiedenis
Nationaal Park Chagres werd in 1985 geopend. 

## Ligging
Nationaal Park Chagres ligt in de provincies Panama en Colón ten oosten van het Panamakanaal. Het grenst in het noorden aan Nationaal Park Portobelo.

## Landschap
Het nationaal park beslaat een groot deel van het stroomgebied van de Chagres-rivier en het is bedekt met bossen, variërend van laaglandregenwoud langs de rivieroevers tot aan bergbossen op de hellingen van de Cerro Jefe, met 1007 meter boven zeeniveau het hoogste punt in het park. De gemiddelde temperatuur bedraagt 30° C in de laaglanden en 20° C in de bergstreken. In delen van het nationaal park valt jaarlijks meer dan 4000 millimeter neerslag.

## Flora en fauna
In Nationaal Park Chagres komen onder meer circa 1180 plantensoorten en 351 soorten vogels voor. 
Altos de Campana · Camino de Cruces · Cerro Hoya · Chagres · Coiba · Darién · Golfo de Chiriquí · Isla Bastimentos · La Amistad · Metropolitano · Omar Torrijos · Portobelo · Santa Fe · Sarigua · Soberanía · Volcán Barú